# Shen yong shuang xiang pao
Shen yong shuang xiang pao (chiń. 神勇雙響炮) – hongkoński komediowy film akcji z elementami sztuk walki z 1984 roku w reżyserii Joe Cheunga.
Film zarobił 20 170 382 dolarów hongkońskich w Hongkongu.

## Obsada
Źródło: Filmweb

- Richard Ng – Chau / Walker
- Jackie Chan – policjant na motorze
- Yuen Biao – kierowca ciężarówki
- Sammo Hung (gościnnie)
- John Shum – Beethoven / Johnny
- Deanie Ip – Anna
- Philip Chan – inspektor Chan
- Tai Po – Chou, sutener
- Chung Fat – Columbo
- James Tien – inspektor Tien
- Lung Chan – Sha
- Wu Ma – pracownik komendy policji
- Dennis Chan – pracownik komendy policji
- Ng Min Kan – Keung
- Chi Kit Lee – Pui
- Dick Wei – człowiek blizna
- Shui-Fan Fung (gościnnie)
- Mars – policjant na motorze
- Lam Ching-ying – policjant
- Chau Sang Lau – zbir
- Wellson Chin – pracownik komendy policji
- Yuet Sang Chin – pasażer w samochodzie
- Man Ching Chong – kierowca samochodu
- Ging Man Fung – gracz w mahjonga
- Charlie Chin – cameo (gościnnie)